# Magdalena Niedzielska
Magdalena Niedzielska (ur. 22 maja 1958 w Toruniu) – polska historyk, profesor nauk humanistycznych.

## Życiorys
Specjalizuje się w historii XIX wieku i historii powszechnej. Studia historyczne na Uniwersytecie Mikołaja Kopernika w Toruniu ukończyła w 1980. Pracę doktorską obroniła w 1989. Habilitowała się w 1998. Tytuł naukowy profesora uzyskała w 2018. 
Pełni funkcję kierownika Zakładu Historii XIX wieku w Instytucie Historii i Archiwistyki UMK. 

## Autorskie publikacje monograficzne
- Toruńskie cmentarze (1992)
- Niemieckie towarzystwa naukowe w Prusach Zachodnich w latach 1815-1920 (1993)
- Cmentarz żydowski (2010)
- Walther Hermann Nernst : noblista z Pomorza (2014; wraz z Józefem Szudym)
- Rządzący i rządzeni : państwo wobec opozycji politycznej w prowincji pruskiej w latach 1848-1862 (2015)